# علم الإمبراطورية الروسية

علم الإمبراطورية الروسية (التصميم الثلاثي الأبيض-الأزرق-الأحمر)

علم الإمبراطورية الروسية هو الراية التي استُخدمت رسميًا لتمثيل الدولة الروسية خلال فترة الإمبراطورية، منذ إعلانها عام 1721 حتى انهيارها عام 1917. وقد تغيّر تصميم العلم أكثر من مرة، ليعكس التوجهات السياسية والثقافية للسلطة الحاكمة، حيث استخدمت الإمبراطورية نوعين رئيسيين من الأعلام: العلم الثلاثي الألوان (أبيض-أزرق-أحمر)، والعلم الإمبراطوري (أسود-ذهبي-أبيض).

## الأصل والتطور
ظهر أول علم يشبه العلم الروسي الحديث في أواخر القرن السابع عشر، خلال عهد القيصر بطرس الأكبر. وقد استوحى تصميمه من علم الجمهورية الهولندية، حيث تأثر بطرس بالتقنيات الغربية أثناء زيارته لأوروبا، وخاصة في مجالات الملاحة وبناء الأساطيل. كان العلم مكوّنًا من ثلاثة أشرطة أفقية: الأبيض في الأعلى، ثم الأزرق، فالأحمر. واستُخدم هذا العلم في البداية على السفن التجارية الروسية، قبل أن يتحول تدريجيًا إلى رمز وطني

## العلم الإمبراطوري (1858–1883)

علم الإمبراطورية الروسية (العلم الإمبراطوري الأسود-الذهبي-الأبيض)

في عام 1858، وخلال عهد القيصر ألكسندر الثاني، أُقر رسميًا علم جديد للإمبراطورية مكوّن من ثلاثة أشرطة أفقية: الأسود في الأعلى، يليه الذهبي (الأصفر)، ثم الأبيض في الأسفل. استُمدت ألوان هذا العلم من شعار الدولة الإمبراطوري الذي يتوسطه النسر ذو الرأسين، وهدف إلى ترسيخ رمزية الدولة والأسرة الحاكمة استُخدم هذا العلم أساسًا في المناسبات الرسمية والعسكرية، لكنه لم يتمتع بشعبية واسعة بين العامة، الذين استمروا في استخدام العلم الثلاثي الألوان في الحياة اليومية.

## إعادة اعتماد العلم الثلاثي
في عام 1883، أعاد القيصر ألكسندر الثالث اعتماد العلم الأبيض-الأزرق-الأحمر كالعلم الوطني الرسمي للإمبراطورية الروسية. وقد اعتُبر هذا العلم أكثر تمثيلًا للشعب الروسي، كما أن ألوانه كانت قد ترسخت رمزيًا لدى السكان منذ عهد بطرس الأكبر. ومع ذلك، لم يُلغَ العلم الإمبراطوري رسميًا، وظل يُستخدم في بعض الاحتفالات والمناسبات الإمبراطورية

## نهاية العلم
استمر استخدام العلم الثلاثي الألوان حتى اندلاع الثورة الروسية عام 1917 وسقوط النظام القيصري. وبعد تأسيس الدولة السوفيتية، تم اعتماد علم جديد باللون الأحمر، والذي أصبح رمز الاتحاد السوفيتي حتى تفككه عام 1991 حيث عاد إستخدام العلم الثلاثي كعلم روسيا الحديثة(الاتحاد الروسي)